# Jüdischer Friedhof (Schlitz)

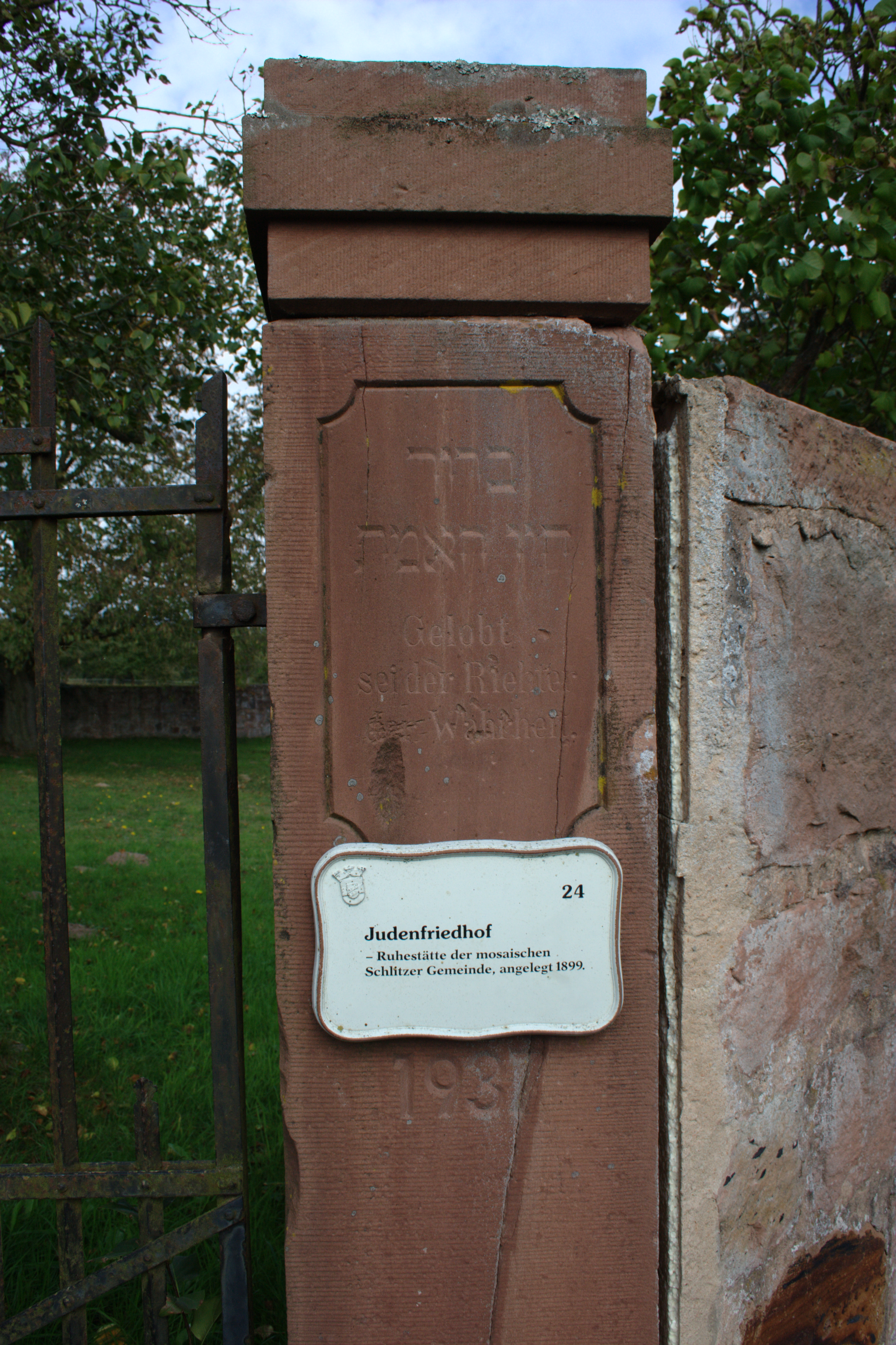
Eingang zum jüdischen Friedhof in Schlitz

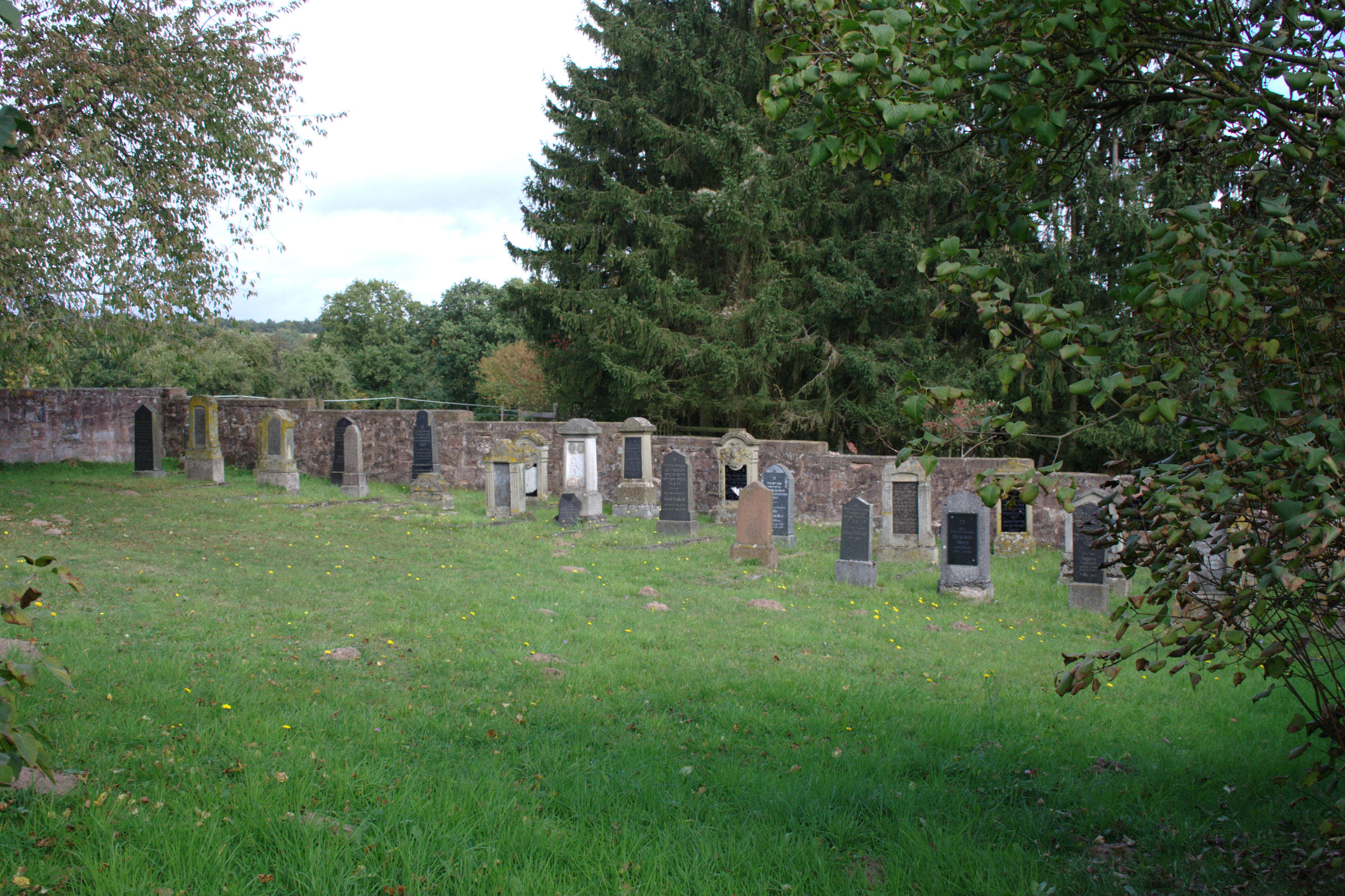
Grabsteine

Der Jüdische Friedhof in Schlitz, einer Stadt im Vogelsbergkreis in Hessen, wurde 1898/99 errichtet. Der jüdische Friedhof liegt im Norden der Stadt, etwa einhundert Meter oberhalb vom kommunalen Friedhof am Grabenberg.

## Geschichte
Die erste Beisetzung auf dem Friedhof erfolgte 1901, die letzte im Dezember 1938 (Aron Stern, umgekommen im KZ Buchenwald). Auch die in Bad Salzschlirf gestorbenen jüdischen Personen wurden auf Grund einer Vereinbarung von 1909 hier bestattet. Andere Beisetzungen aus Bad Salzschlirf wurden in Fulda vorgenommen.  
Laut einer 1941 erfolgten Dokumentation durch den letzten Gemeindevorsteher Julius Windmüller waren 31 Grabstätten in drei Reihen vorhanden. Eine Natursteinmauer umgibt den Friedhof, der 6,92 ar groß ist.
Der Friedhof steht aus geschichtlichen Gründen unter Denkmalschutz.